# Diego de Zúñiga
Diego de Zúñiga de Salamanca (algumas vezes latinizado como Didacus a Stunica; Salamanca, 1 de janeiro de 1536 – Toledo, 1597) foi um heremita agostiniano, conhecido por publicar uma aceitação inicial do heliocentrismo de Nicolau Copérnico.

## Vida
Aluno de Luis de León, lecionou na Universidade de Osuna e na Universidade de Salamanca.
Seus In Job commentaria (Comentários sobre Jó, 1584) abordaram Jó 9:6, de modo a afirmar que a teoria heliocêntrica copernicana era uma interpretação aceitável das Escrituras. Esta publicação fez dele um dos poucos estudiosos católicos do século XVI que estabeleceram uma acomodação explícita com as idéias de Copérnico. Ele, no entanto, mudou posteriormente de opinião, em outra frente, filosófica e não teológica. Em Philosophia prima pars, escrito no final de sua vida, ele rejeitou o copernicanismo como incompatível com a teoria aristotélica da filosofia natural.
O Philosophia prima pars foi um trabalho de grande escala sobre metafísica, estruturado conforme a prática universitária vigente, e que visava uma reforma no ensino universitário de filosofia. Escrito do ponto de vista aristotélico, visava fortalecer a filosofia peripatética, afastando os céticos e argumentando-a como científica. Contra o ataque cético, a verdade foi tratada sob metafísica.
A obra de Zúñiga foi colocada no Index Librorum Prohibitorum da Igreja, junto com De revolutionibus orbium coelestium  de Copérnico, por decreto da Congregação Sagrada de 5 de março de 1616:
| “ | (...) Esta Santa Congregação também aprendeu sobre a difusão e aceitação de muitas das falsas doutrinas pitagóricas, totalmente contrárias às Sagradas Escrituras, que a Terra se move e o sol está imóvel, o que também é ensinado por 'On the Revolutions of the Heavenly Spheres' de Nicolaus Copernicus e 'On Job' de Diego de Zúñiga. (...) Portanto, para que essa opinião não se arraste mais ao prejuízo da verdade católica, a Congregação decidiu que os livros de Nicolaus Copernicus ('Sobre as revoluções das esferas celestes') e Diego de Zúñiga ( 'On Job') sejam suspenso até serem corrigidos. | ” |

## Obras
- Didaci a Stunica eremitae Agustiniani Philosophiae prima pars, qua perfecte et eleganter quatuor scientiae Metaphysica, Dialectica, Rhetorica et Physica declarantur, ad Clementem octavum Pontificem maximum (Toledo: Petrus Rodríguez, 1597)
- "Correspondencia de Diego de Zúñiga con los Papas S. Pío V y Gregorio XIII, y los Cardenales de la Curia Romana: Crivelli y Sirleto", publicada por I. Arámburu Cendoya, "Diego de Zúñiga, biografía y nuevos escritos", Archivo Agustiniano, 1961, 55, pp. 51-103; 329-384).
- De optimo genere tradendae totius Philosophiae et Sacrosanctae Scriturae explicandae (publicado por I. Arámburu Cendoya en el artículo antes citado).
- De totius Dialectiacer constitutione contra Ramum pro Aristotele.
- De vera Religione in mones sui temporis haereticos, libri tres, Salmanticae, Mathias Gastius, 1577.
- In Zachariam Prophetam Commentaria, Salamanca, Matías Gast, 1577.
- In Job Commentaria, Toleti, Ioannes Rodericus, 1584; nueva edición: Romae, Franciscum Zanettum, 1591.
- Metafísica (1597). Edición, introducción, traducción y notas de Gerardo Bolado. Colección de Pensamiento Medieval y Renacentista 96, Eunsa, Pamplona, 2008.
- Física (1597). Edición, introducción, traducción y notas de Gerardo Bolado. Colección de Pensamiento Medieval y Renacentista 110, Eunsa. Pamplona, 2009.